# Psychotria puberulenta
Psychotria puberulenta är en måreväxtart som beskrevs av Julian Alfred Steyermark. Psychotria puberulenta ingår i släktet Psychotria och familjen måreväxter. Inga underarter finns listade i Catalogue of Life.